# Benasque
Bénasque (Benás en bénasquais et en aragonais) est une municipalité de la province de Huesca, en Aragon, en Espagne. La langue la plus parlée reste le castillan, bien qu'une partie non négligeable de la population parle encore le bénasquais (benasqués ou patués), patois à la confluence de l'aragonais, du catalan et du gascon.

## Géographie

### Localisation
Située au cœur des Pyrénées, à 143 kilomètres au nord-est de la capitale régionale, à proximité du río Ésera, elle constitue le centre de la vallée de Bénasque. C'est une région réputée pour ses paysages, notamment le parc naturel Posets-Maladeta, et la proximité du massif de la Maladeta, où se situe le Pic d'Aneto ainsi que les plus hautes montagnes des Pyrénées.
La commune de Benasque comprend aussi les villages d'Anciles (Ansils en patois) et de Cerler (Sarllé), célèbre pour la fameuse station de ski d'Aramón Cerler.
La ville est aussi un point de départ obligatoire pour l'ascension du Pic d'Aneto, point culminant des Pyrénées, ce qui lui vaut parfois le surnom de « Chamonix espagnole ».
Benasque a un climat de haute montagne, avec des étés chauds durant la journée et frais la nuit, et des hivers froids, avec des températures glaciales et de la neige fréquemment. Sa température moyenne annuelle est de 9 degrés (à 1 138 mètres), une zone généralement froide.

### Communes limitrophes
Les communes limitrophes sont  Bagnères-de-Luchon, Castejón de Sos, Castillon-de-Larboust, Cazeaux-de-Larboust, Gistaín, Loudenvielle, Montanuy, Oô, Sahún, Saint-Aventin, San Juan de Plan et Vielha e Mijaran.

## Histoire
Benasque fut probablement fondée par les Romains, qui construisirent les premiers bains d'eau sulfureuse à l'emplacement actuel de la ville, bien qu'aucun document n'en fasse état, les plus anciens documents datant des années 1006 à 1018.
Depuis le XIe siècle, la ville appartient à la comarque de Ribagorce, faisant ainsi partie du Royaume d'Aragon.
De mars à avril 1938, des centaines de républicains espagnols ont fui l'Espagne par le Portillon de Benasque.

## Démographie
De 1219 habitants en 1996, Benasque est passé à 2 121 habitants en 2017. Mais durant les vacances d'été et surtout celles d'hiver, ce village très touristique voit sa population augmenter considérablement.

## Économie
L'économie de Bénasque reposait autrefois principalement sur l'agriculture et la sylviculture. Cependant, ces activités ont presque complètement disparu à la fin du XXe siècle, laissant place à un tourisme très important, majoritairement espagnol et français, qui entraîna une profonde métamorphose de la ville.
Le début du XXe siècle fut marqué par l'exploitation d'une mine de pyrites, dont les restes peuvent se voir aujourd'hui, à quelques centaines de mètres de Benasque.
La création à proximité de la ville de la station de ski d'Aramón Cerler a aussi été une source de tourisme, principalement espagnol.
Les bains thermaux de Benasque (où l'on trouve une baignoire datant du temps des Romains) se situent sur le territoire de la commune, en pleine vallée de Benasque.

## Lieux et monuments

### Édifices

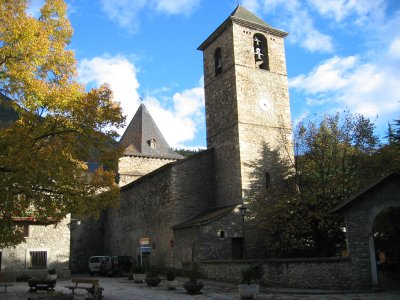
Église de Santa María.

Au centre de la ville se trouvent de nombreux bâtiments historiques, cette partie représentant l'ancien Benasque, par opposition aux récentes extensions de la ville en hôtels, appartements. Citons :
- l'église romane Santa María, datant du XIIIe siècle ;
- le palais des comtes de Ribagorce, de la Renaissance ;
- la tour de la "Casa Juste" ;
- la "Casa Faure" ;
- la "Casa Bringasort".

### Montagnes et glaciers
Dans la province de Benasque se trouve un grand nombre des plus hauts pics des Pyrénées répartis en trois massifs :
- massif de la Maladeta : pic d'Aneto (3 404 m), Maladeta, Maldito (Maudit)... ;
- massif des Posets : Posets (3 375 m), Espadas, Eriste... ;
- massif de Perdiguère (3 222 m), Royo...

Bien que le climat fasse que la plupart des glaciers des Pyrénées se trouvent dans le côté français, on retrouve les plus grands glaciers dans la Vallée de Benasque, tels le glacier de l'Aneto ou le glacier de la Maladeta.
Il existe aussi un grand nombre d'ibónes, tels Cregüeña, Batisielles, Perramó, ou Llosás.

### Paysages

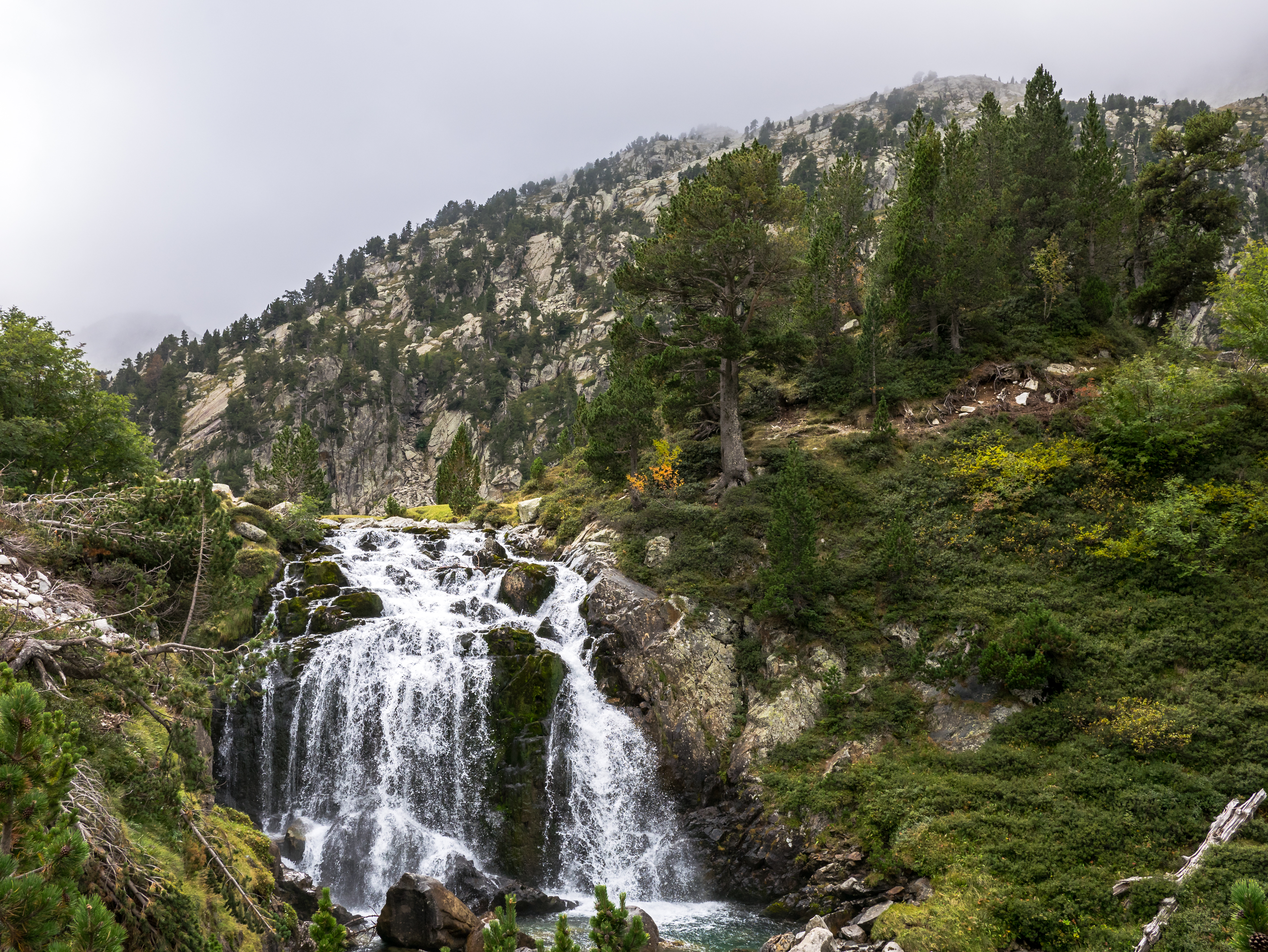
Forau d'Aigualluts - Cascade.

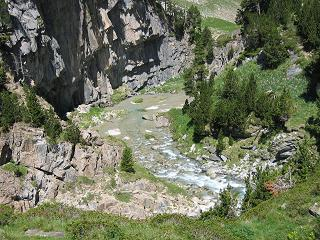
Forau d'Aigualluts - Puits.

- Le Forau d'Aigualluts, où l'eau provenant du glacier de l'Aneto s'enfonce dans le sol pour ressortir dans le Val d'Aran, constituant ainsi la source officielle de la Garonne.
- L'Ibón de Batisielles
- La vallée de l'hôpital de Benasque.
- Le portillon de Benasque, en français port de Vénasque, sur la frontière entre la France et l'Espagne.

### Autres
- L'hôpital, restaurant et étape obligatoire pour le passage entre la France et l'Espagne par la vallée de Benasque.
- Le refuge de la Rencluse, étape intermédiaire dans l'ascension de l'Aneto.
- Les refuges d'Estós et Angel Orús.

## Jumelage
Bénasque est jumelée avec la commune française voisine de :
- Bagnères-de-Luchon (France).